# Karl Eduard Donath
Karl Eduard Donath (* 7. April 1865 in Oppelsdorf; † 27. Dezember 1927 in Großschweidnitz) war ein deutscher Politiker (Konservativer Landesverein in Sachsen, DVP).

## Leben
Donath wurde als Sohn des Garnhändlers, Grundstücksbesitzers und Oppelsdorfer Dorfrichters Karl Gottlieb Donath geboren. Von 1870 bis 1879 besuchte er die Volksschule in Wald bei Zittau und anschließend für ein Jahr die Landwirtschaftliche Schule in Bautzen. Danach arbeitete er von 1881 bis 1885 auf dem elterlichen Gut in Oppelsdorf, das er dann übernahm. 1892 heiratete er Rahel Pauline Heinrich (1866–1950) und wurde im gleichen Jahr Gemeinderatsmitglied. Zwei Jahre später übernahm Donath den Vorsitz der Badeverwaltung von Bad Oppelsdorf. 1899 wurde er dort Gemeindevorstand. Seit 1903 war Donath Mitglied der Bezirksversammlung und des Bezirksausschusses der Amtshauptmannschaft Zittau, später auch Mitglied des Kreisausschusses der Kreishauptmannschaft Bautzen.
Von 1905 bis 1918 war Donath als Vertreter des 3. ländlichen Wahlkreises (Reichenau, Ostritz, Herrnhut) für den Konservativen Landesverein in Sachsen Abgeordneter der II. Kammer des Sächsischen Landtages sowie von 1920 bis 1922 und als Nachrücker vom 17. November 1925 bis zum Ende der Wahlperiode 1926 Mitglied des Sächsischen Landtages in der Weimarer Republik (DVP).